# Надав Лапід
Нада́в Лапі́д (івр. נדב לפיד; нар. 8 квітня 1975, Тель-Авів, Ізраїль) — ізраїльський кінорежисер, сценарист та монтажер.

## Біографія
Надав Лапід народився 8 квітня 1975 в Тель-Авіві (Ізраїль) в сім'ї кінематографістів: його батько — сценарист, мати до своєї смерті 2 червня 2018 року працювала кіномонтажером, молодший брат Ітамар також став кінорежисером. Надав вивчав історію та філософію в Тель-Авівському університеті та Паризькому університеті. До початку своєї кінематографічної кар'єри він працював спортивним журналістом. Кінематографічну освіту здобув у Школі кіно і телебачення Сема Шпігеля в Єрусалимі.

## Творча кар'єра
Надав Лапід дебютував у кіно в 2003 році, зрежисувавши під час навчання в кіношколі кілька короткометражних стрічок. Випускна робота Надава «Подружка Еміля» брала участь в конкурсі студентських фільмів «Сінефондасьйон» на 59-му Каннському міжнародному кінофестивалі у 2006 році. Відтоді Надав Лапід двічі представляв свої роботи на Каннському МКФ: на Тижні критиків у 2014 році з фільмом «Вихователька» та в 2016-му з короткометражкою «Зі щоденника весільного фотографа».
Перший повнометражний фільм Надава Лапіда «Поліцейський» (2011) отримав п'ятнадцять міжнародних та національних фестивальних та професійних кінонагород, серед яких Спеціальний приз журі на Міжнародному кінофестивалі в Локарно.
У 2016 році Надав Лапід входив до складу журі секції Міжнародний тиждень критики на 69-му Каннському міжнародному кінофестивалі.
У лютому 2019 року в конкурсній програмі 69-го Берлінського міжнародного кінофестивалю був представлений автобіографічний фільм Надава Лапіда «Синоніми», головний герой якого, ізраїльтянин Йоав, намагається знайти нову батьківщину у Франції. Стрічка отримала на Берлінале приз Міжнародної асоціації кінопреси (ФІПРЕССІ) та, зрештою, головний приз — «Золотого ведмедя», як найкращий ігровий фільм фестивалю.

## Фільмографія
| Рік  |     | Назва українською                 | Оригінальна назва          | Режисер | Сценарист | Монтажер |
| ---- | --- | --------------------------------- | -------------------------- | ------- | --------- | -------- |
| 2003 | к/м | Проект «Ґвуль»                    | Proyect Gvul               | Так     | Так       |          |
| 2005 | к/м |                                   | Kvish                      | Так     | Так       | Так      |
| 2005 | к/м |                                   | Hateip Ha'adom             |         |           | Так      |
| 2006 | к/м | Подружка Еміля                    | Ha-Chavera Shell Emile     | Так     | Так       | Так      |
| 2011 |     | Поліцейський                      | Ha-shoter                  | Так     | Так       |          |
| 2013 |     | Крокуючи по Єрусалиму             | Footsteps in Jerusalem     | Так     |           |          |
| 2014 |     | Вихователька                      | Haganenet                  | Так     | Так       |          |
| 2014 | к/м | Любовні листи до кіно             | Love Letters to Cinema     | Так     | Так       |          |
| 2015 | к/м | Чому?                             | Lama?                      | Так     |           |          |
| 2016 | к/м | Зі щоденника весільного фотографа | Myomano Shel Tzlam Hatonot | Так     | Так       |          |
| 2018 |     | Вихователька                      | The Kindergarten Teacher   |         | Так       |          |
| 2019 |     | Синоніми                          | Synonymes                  | Так     | Так       |          |

## Визнання
| Нагороди та номінації Надава Лапіда (Список не є вичерпним) | Нагороди та номінації Надава Лапіда (Список не є вичерпним) | Нагороди та номінації Надава Лапіда (Список не є вичерпним) | Нагороди та номінації Надава Лапіда (Список не є вичерпним) |
| Рік                                                         | Категорія                                                   | Фільм                                                       | Результат                                                   |
| ----------------------------------------------------------- | ----------------------------------------------------------- | ----------------------------------------------------------- | ----------------------------------------------------------- |
| Каннський міжнародний кінофестиваль                         |                                                             |                                                             |                                                             |
| 2004                                                        | Приз Сінефондасьйон                                         | Проект «Ґвуль»                                              | Номінація                                                   |
| 2006                                                        | Приз Сінефондасьйон                                         | Подружка Еміля                                              | Номінація                                                   |
| Міжнародний кінофестиваль у Локарно                         |                                                             |                                                             |                                                             |
| 2006                                                        | Золоте леопарденя — Леопарди завтрашнього дня               | Kvish                                                       | Номінація                                                   |
| 2011                                                        | Золотий леопард                                             | Поліцейський                                                | Номінація                                                   |
| 2011                                                        | Спеціальний приз журі                                       | Поліцейський                                                | Перемога                                                    |
| Єрусалимський міжнародний кінофестиваль                     |                                                             |                                                             |                                                             |
| 2011                                                        | Приз Хаджаджа за найкращий ізраїльський художній фільм      | Поліцейський                                                | Номінація                                                   |
| 2011                                                        | Приз Готліба за найкращий сценарій                          | Поліцейський                                                | Перемога                                                    |
| 2011                                                        | Приз Фонду групи ван Лір за найкращий перший/другий фільм   | Поліцейський                                                | Перемога                                                    |
| 2014                                                        | Приз ізраїльського Форуму кінокритиків                      | Вихователька                                                | Перемога                                                    |
| 2014                                                        | Приз Хаджаджа за найкращий ізраїльський художній фільм      | Вихователька                                                | Номінація                                                   |
| Нантський фестиваль трьох континентів                       |                                                             |                                                             |                                                             |
| 2011                                                        | Золотий Монгольф'єр                                         | Поліцейський                                                | Номінація                                                   |
| 2011                                                        | Приз глядацьких симпатій                                    | Поліцейський                                                | Перемога                                                    |
| Філадельфійський кінофестиваль                              |                                                             |                                                             |                                                             |
| 2011                                                        | Приз журі за найкращий оповідний фільм                      | Поліцейський                                                | Перемога                                                    |
| Стокгольмський міжнародний кінофестиваль                    |                                                             |                                                             |                                                             |
| 2011                                                        | Бронзовий кіно за найкращий фільм                           | Поліцейський                                                | Номінація                                                   |
| Варшавський міжнародний кінофестиваль                       |                                                             |                                                             |                                                             |
| 2011                                                        | Гран-прі фестивалю                                          | Поліцейський                                                | Номінація                                                   |
| Премія Ізраїльської кіноакадемії                            |                                                             |                                                             |                                                             |
| 2011                                                        | Найкращий режисер                                           | Поліцейський                                                | Номінація                                                   |
| 2011                                                        | Найкращий сценарист                                         | Поліцейський                                                | Номінація                                                   |
| 2004                                                        | Найкращий сценарист                                         | Вихователька                                                | Номінація                                                   |
| Міжнародний фестиваль незалежного кіно в Буенос-Айресі      |                                                             |                                                             |                                                             |
| 2012                                                        | Найкращий фільм                                             | Поліцейський                                                | Перемога                                                    |
| 2012                                                        | Найкращий режисер                                           | Поліцейський                                                | Перемога                                                    |
| 2015                                                        | Найкращий фільм                                             | Вихователька                                                | Номінація                                                   |
| 2015                                                        | Найкращий режисер                                           | Вихователька                                                | Перемога                                                    |
| Міжнародний кінофестиваль у Сан-Франциско                   |                                                             |                                                             |                                                             |
| 2012                                                        | Приз нових режисерів                                        | Поліцейський                                                | Перемога                                                    |
| Європейський кінофестиваль у Севільї                        |                                                             |                                                             |                                                             |
| 2014                                                        | Срібний Жиральдійьйо за найкращий фільм                     | Вихователька                                                | Перемога                                                    |
| Індійський міжнародний кінофестиваль                        |                                                             |                                                             |                                                             |
| 2014                                                        | Срібний павич за найкращу режисуру                          | Вихователька                                                | Перемога                                                    |
| Міжнародний кінофестиваль у Чикаго                          |                                                             |                                                             |                                                             |
| 2014                                                        | Нагорода «Вибір аудиторії»                                  | Вихователька                                                | Номінація                                                   |
| Берлінський міжнародний кінофестиваль                       |                                                             |                                                             |                                                             |
| 2015                                                        | Золотий ведмідь за найкращий короткометражний фільм         | Чому?                                                       | Номінація                                                   |
| 2019                                                        | Золотий ведмідь за найкращий фільм                          | Синоніми                                                    | Перемога                                                    |
| 2019                                                        | Премія «Тедді»                                              | Синоніми                                                    | Номінація                                                   |
| 2019                                                        | Приз ФІПРЕССІ                                               | Синоніми                                                    | Перемога                                                    |
| Тайбейський кінофестиваль                                   |                                                             |                                                             |                                                             |
| 2015                                                        | Гран-прі міжнародного конкурсу нових талантів               | Вихователька                                                | Перемога                                                    |